# Het Twiske (recreatiegebied)
Het Twiske is een recreatie- en natuurgebied tussen de Zaanstreek en het Waterland. Het is een typisch Noord-Hollands veenplassengebied ten noordwesten van Amsterdam en behoort tot de gemeenten Landsmeer en Oostzaan. Het dankt zijn naam aan het gelijknamige riviertje.
Het Twiske is 650 hectare groot en bestaat voor een derde uit water. Daarom is het zeer in trek bij zwemmers, duikers en surfers. Er zijn stranden, een avonturen- en waterspeelplaats, een duikplatform, een jachthaven, een bezoekerscentrum, een zorgboerderij, dagkampeerterreinen en een poldermolen, de Twiskemolen. Rondom het gebied loopt een route van zo'n 15 km met speciaal asfalt om te skaten.

## Naamgeving
Het woord Twiske komt uit het Oudfries. De benaming stamt uit de tijd dat de Friezen nog niet uit het Hollandse kustgebied verdreven waren door de Franken. "Twisk" betekent 'tussen'. Mogelijk was de "e" in Twiske vroeger een "a", dat 'water' betekent. In dat geval wordt de volledige betekenis van Het Twiske dan 'Het Tussenwater', oftewel een water dat de grens vormde tussen twee gebieden of percelen. Het Twiske scheidt Landsmeer en Oostzaan en is daarmee een grenswater. De naam Tussenwater is elders in Nederland nog te vinden in Hoogvliet, de deelgemeente van Rotterdam. En zo was ook Twisk bij het West-Friese Hoorn een grenswater, waarvan de naam van het water overging op het dorp.

## Geschiedenis
Op kaarten uit de 13e eeuw staat de naam van dit gebied, dat tegen die tijd deel uitmaakte van het graafschap Holland, voor het eerst ingetekend. Oorspronkelijk bestond het vooral uit veenweiden langs het riviertje Het Twiske dat vanuit het noorden naar het IJ stroomt. Rond de dorpen is eeuwenlang op kleinschalige wijze turf gewonnen. Nadat het hoogveen was opgeraakt ging men het laagveen met zogenaamde trekbeugels opbaggeren. Het natte veen werd op smalle stroken land te drogen gelegd en in dikke turven gesneden. Hierdoor ontstond een landschap met legakkers en petgaten; dellen in het Oostzaans. Het gebied kende een brakwatervegetatie en een grote vogelrijkdom. In de jaren dertig van de 20e eeuw werd begonnen met inpoldering. De kwaliteit van de drooggelegde landbouwgrond bleek echter zeer matig wegens zoute kwel. Eind jaren vijftig stopte men daarom met de inpoldering.

## Ontstaan van het recreatiegebied
De plannen voor een recreatiegebied zijn gemaakt tussen 1964 en 1968 onder toezicht van de toenmalige Stichting Recreatiegebied Het Twiske, waarvan het bestuur werd gevormd door Provincie Noord-Holland, Ontwikkelingsschap Zaanstreek en de gemeenten Landsmeer, Oostzaan, Purmerend, Ilpendam en Amsterdam. Voor de aanleg van de snelweg A8 en het Coentunnel tracé begin jaren zestig werd er van onder het veen zeer veel zand gewonnen. Het plan was om de 40 meter diepe zandwinningsplas, de Stootersplas, en het omliggende terrein in te richten als recreatiegebied.
De ontwerpen voor de huidige indeling van Het Twiske zijn vanaf 1972 gemaakt door Mariske Pemmelaar-Groot, nadat eerder Grontmij van de opdracht had afgezien. Er is voor de architectuur een balans gezocht tussen de wensen voor sport en recreatie in het westelijke en zuidelijk deel, meer natuurwaarde aan de noordkant en behoud van het Waterlandse karakter in het hele gebied. Het zuidelijk deel is opgehoogd en daardoor droger, terwijl het noordelijk deel grotendeels drassig bleef. In het zuiden is goed het oude lage (luie) dijkje te herkennen waar ook de Landsmeerse wijk Luyendijk naar vernoemd is. De Twiskemolen is in 1974 verhuisd vanuit Barsingerhorn naar zijn huidige plek aan de zuidrand van het recreatiegebied.
In 1984 is de naam van de stichting veranderd in Recreatieschap Het Twiske. De laatste bijdrage van Pemmelaar-Groot was het ontwerp van zwemrecreatiegebied de Blauwe Poort, dat in 1991 gereed kwam. Het oostelijke gebied De Belt was voor de herinrichting een kleine afvalstortplaats voor Landsmeer en Oostzaan. Dit gebied is rond 2005 gedeeltelijk afgegraven om riet/moerasland te laten ontstaan.
Het gebied wordt in de vorm van een recreatieschap (Recreatieschap Twiske-Waterland) bestuurd door de provincie en meerdere gemeenten. De beheerder van het gebied is Recreatie Noord-Holland NV.

## Natuurwaarden
Natuurliefhebbers komen vooral aan hun trekken in de rustiger gedeelten en stiltegebieden. Door het vele water verblijven er veel moeras-, riet- en watervogels, zoals de roerdomp, slobeend, baardman en smient. Om het water liggen weiden met onder andere Schotse Hooglanders, vossen en hermelijnen, bossen met onder andere de grote bonte specht, de gaai en de nachtegaal. In het gebied broeden ook roofvogels, zoals de havik, de buizerd en de torenvalk. Aan de noordkant van de Stootersplas is een betonnen broedwand gebouwd waar de oeverzwaluw een nest uit klei kan graven. Hier in de buurt en verder naar het noorden overwinteren nonnetje en brilduiker. Doordat de Stootersplas tot ruim 30 meter diep is uitgegraven is de bodem zandgrond en is het water uitzonderlijk helder vergeleken met omliggende gebieden in Zaanstreek en Waterland.

## Beschermd Natura 2000-gebied
Het Twiske is onderdeel van het  Natura 2000-gebied Ilperveld, Varkensland, Oostzanerveld & Twiske en heeft daarmee een speciale status als beschermd natuurgebied. Het is een gebied dat op basis van zijn hoge natuurwaarden bijzondere flora en fauna aantrekt.

## Foto's van Het Twiske

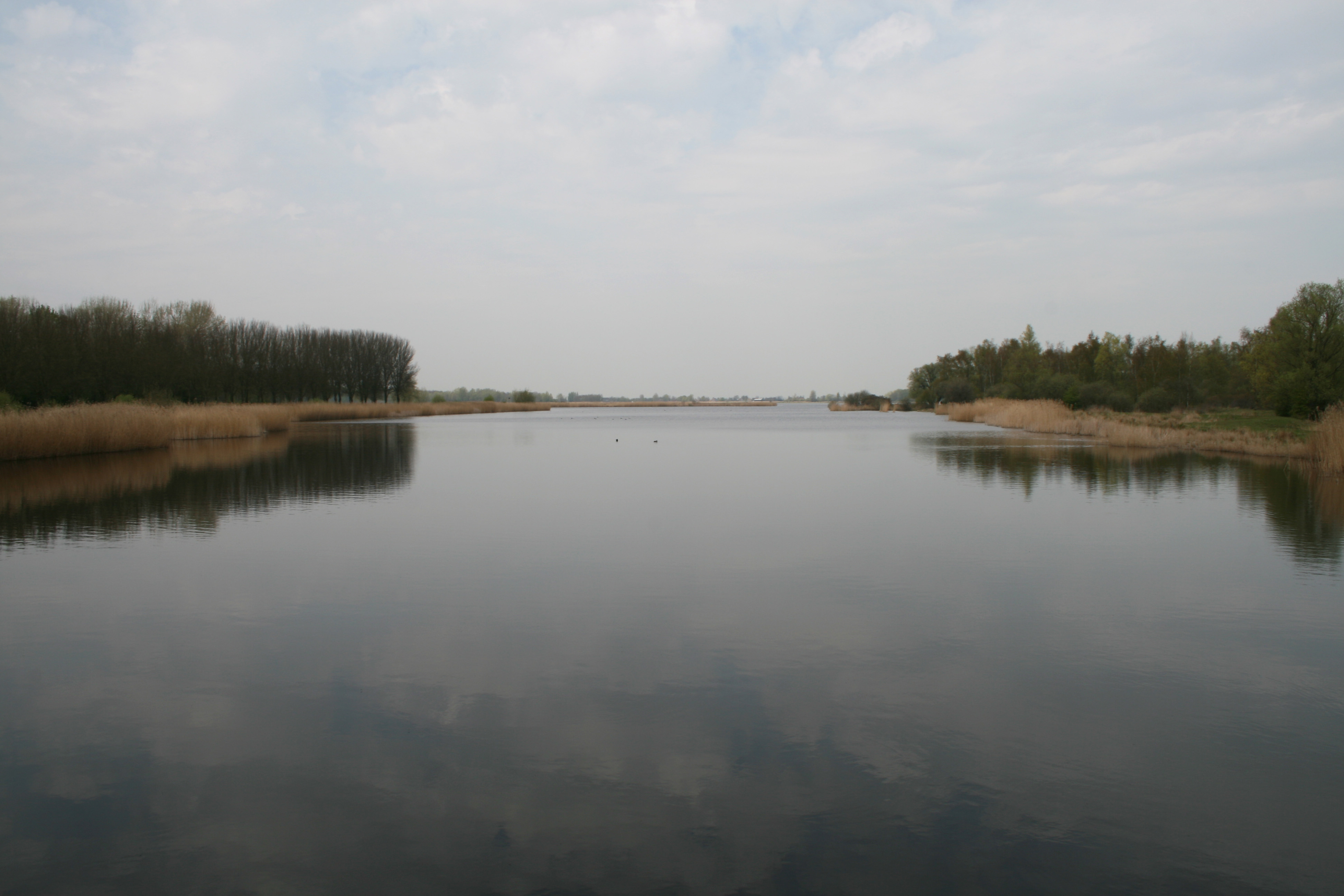
Rivier Twiske
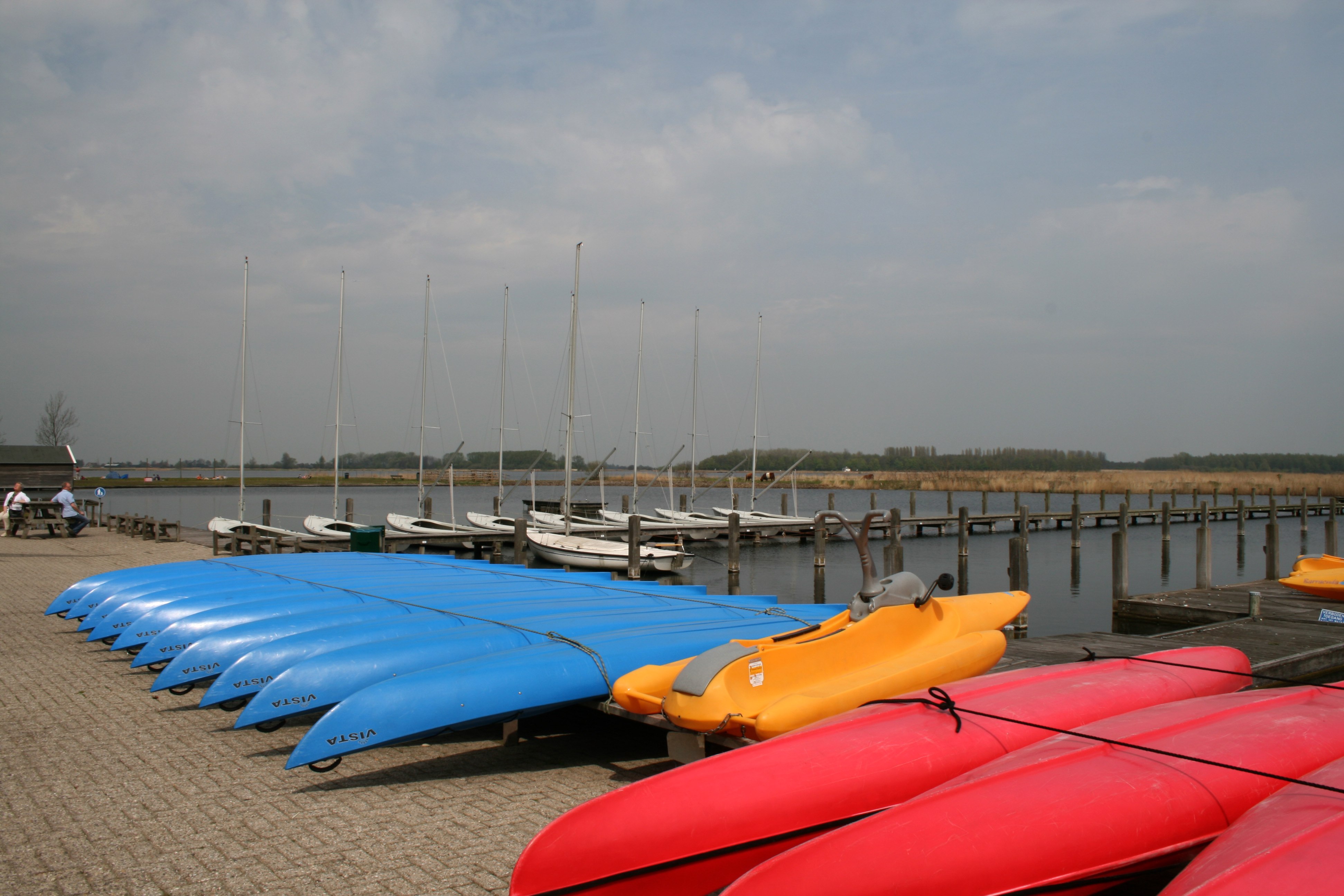
Bootverhuur bij Stootersplas
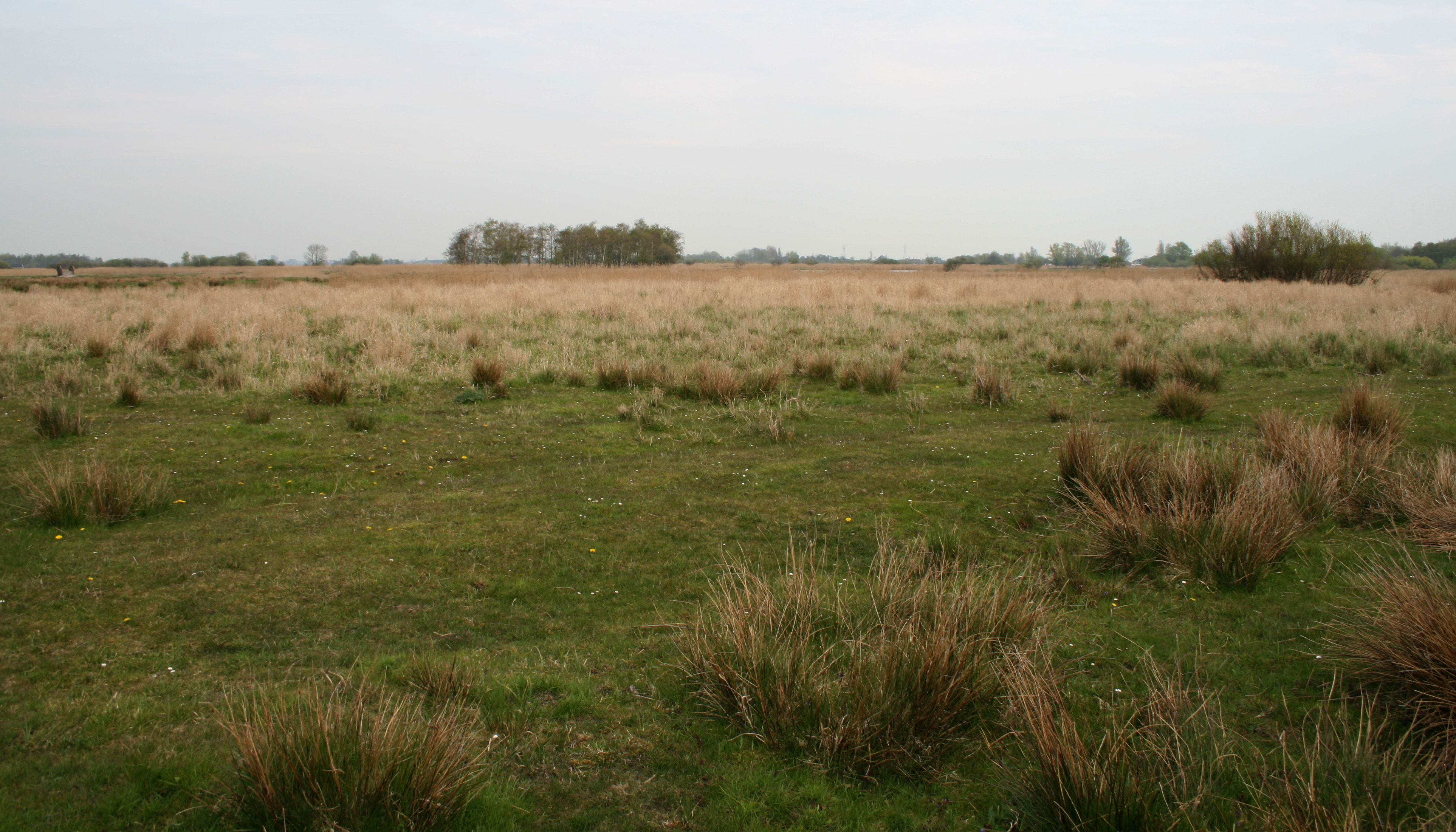
Veld in noordelijk deel Twiske
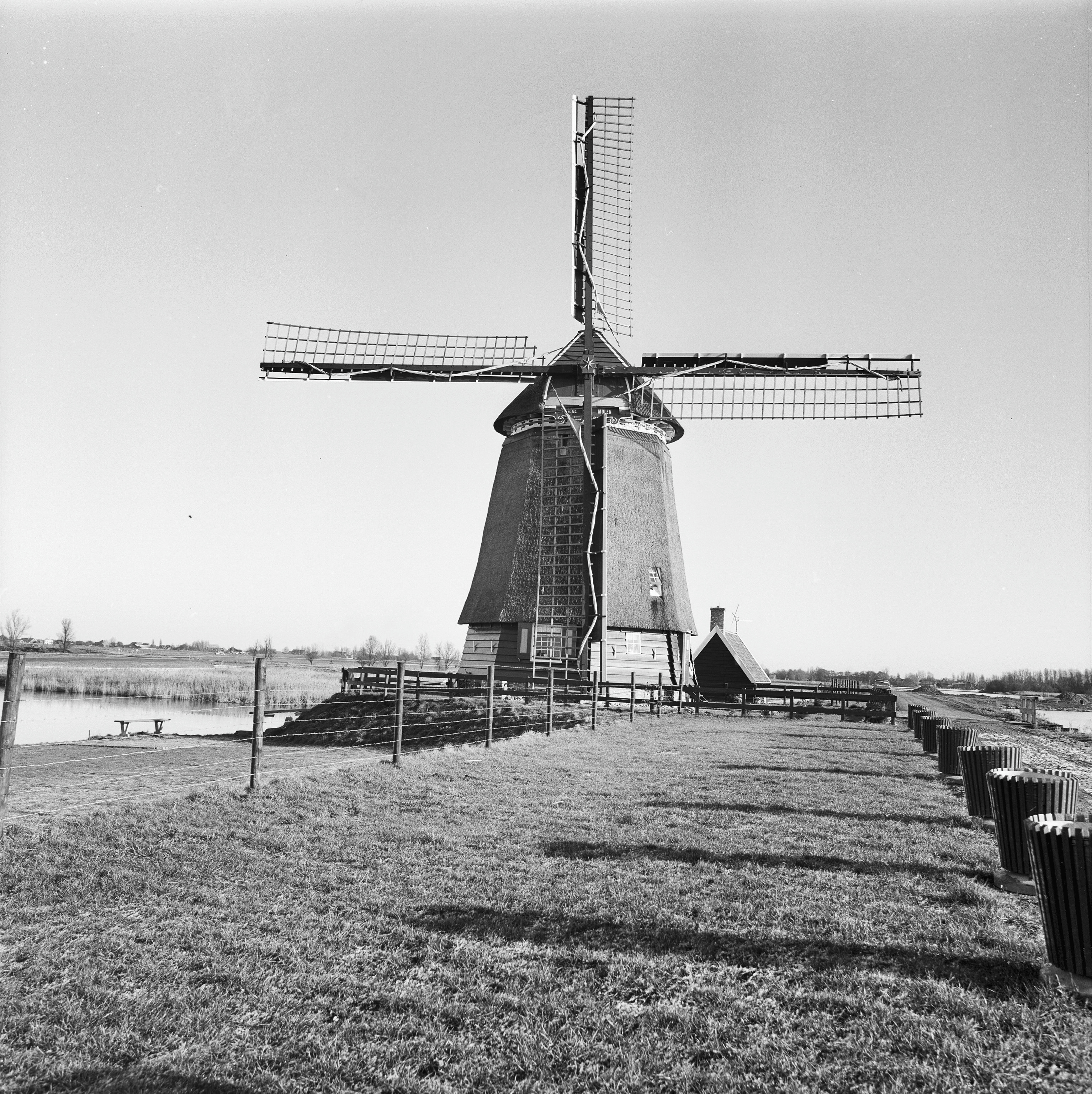
Twiskemolen